# 田中善六
田中 善六（たなか ぜんろく、1922年5月15日 - 2002年3月15日）は、日本の経営者。福島県出身。株式会社クラロンの創業者であり、元代表取締役。国際ロータリー第253区ガバナーなども歴任した。

## 人物・エピソード
- 幼少時は、母や祖母から敬愛の情はしつけられたが、日が暮れるまで、真っ黒になって遊ぶわんぱく坊主だった[1]。子どものころは、おぼろげながら医者になりたかった。人の命を救う職業に尊さを感じ、子供心に医者を志した。会津出身の野口英世を憧れにあこがれていた。しかし、両親に国のために軍人として働くことを願っていたため、断念することになった。
- 第三大隊第十一中隊第一機関銃小隊の小隊長時、タガログ語、マレー語、中国語を学び、日常会話に不自由しないまでに上達した。ビルマ北部での戦闘中、胸に狙撃されるが、防毒マスク用のブリキ製の薬缶がちょうど胸のところにあり、このブリキ缶を撃ち抜いて、肌身に着けていた母のお守りで弾が止まっていたために無傷だった。ナンパッカの戦闘で孤立したときは、自決を覚悟するが、部下の「生きたい」という言葉でハッと我に返り、部下とともに撤退し、生き延びた。
- 福島ロータリークラブの会員になったこと、戦時、右耳が聞こえなくなったことがきっかけで、障がい者雇用の促進がライフワークの一つになる。
- 右耳が聞こえないため、ガバナーの大任は妻の須美子と同伴出席が多く、耳代わりを勤めてもらっていた[1]。
- 人に何かを教えるときには、褒めることを大事にしていた。また、「笑顔を絶やすな。あいさつしたか。感謝したか。油断はないか。満足のいく一日だったか」をいつも口にしていたという。妻の須美子は「皆に優しく、正義感に溢れる人」と述べている[1]。

## 来歴
- 1922年（大正11年）5月15日 福島県福島市で生まれる。兄弟は10人いて、6番目の子だったため、「善六」と付けられた。
- 1935年（昭和10年） 旧制福島中学校（現：福島県立福島高等学校）に入学。
- 1940年（昭和15年） 東京の陸軍予科士官学校へ入学。
- 1942年（昭和17年）12月1日 陸軍予科士官学校を繰り上げ卒業。そして、習志野の陸軍歩兵学校の見習士官として配属され、4ヶ月間、機関銃の訓練を専門に受けた。
- 1943年（昭和18年）4月 仙台歩兵第四連隊第二十二部隊に配属。留守部隊で専ら初年兵教育に当たった。
- 1943年（昭和18年）6月 少尉に任官。動員命令が下り、第三大隊第十一中隊第一機関銃小隊の小隊長として、フィリピンへ船出。その後、ジャワ・マレー半島クアラルンプールと転進命令が下る。
- 1944年（昭和19年） 中尉に任官。機関銃中隊長だった。初めて戦闘に出る。
- 1945年（昭和20年）1月 敵の激しい砲撃の中、間断なく炸裂する砲弾の爆裂音が右耳をつん裂き、右耳が聞こえなくなる。
- 1945年（昭和20年）8月15日 終戦。当時陸軍大尉。
- 1946年（昭和21年）5月 故郷の福島市に復員。私塾をつくるために福島経済専門学校（現：福島大学）の夜間講座に通った。
- 1946年（昭和21年）10月 管財支所に就職。陸士卒の経歴で、課長相当職の嘱託官吏となった。
- 1947年（昭和22年）2月24日 妻須美子（現在：株式会社クラロン代表取締会長）と結婚。
- 1947年（昭和22年）9月 公職追放令により、官職を追われた。世話する人があって、福島県郡山市にある建設業者に就職。しかし、半年後に退職。
- 1948年（昭和23年）9月 東京の疎開工場だったガラス会社に就職。そのうち、労務担当を命じられる。
- 1953年（昭和28年） ガラス会社の取締役に就任。
- 1955年（昭和30年）4月 福島市議会議員選挙に出馬。無名で32歳という若さながら初当選。
- 1955年（昭和30年） ガラス会社の専務として頑張ってきたが、1つの限界を感じ辞表を書く。
- 1956年2月（昭和31年） 義母の知り合いの関係で資本参加していた株式会社クラロンの前身である、「綿メリヤス」を購入し創業。当時は肌着を販売していた。3人の障がいを持った社員を採用する。
- 1959年（昭和34年）2月 「綿メリヤス」から「クラロンメリヤス株式会社」に社名変更。トレーニングウェアの製造・販売開始。
- 1959年（昭和34年） 福島市議会議員選挙に出馬。再選を果たす。
- 1968年（昭和43年） 福島ロータリークラブの会員となる。このころ、養護先生からの依頼もあり、障がい者雇用を本格的に始める。
- 1971年（昭和46年）11月 福島市中学校職能開発研究協議会の発起人となり、発足。
- 1972年（昭和47年） 福島ロータリークラブの幹事に就任。
- 1973年（昭和48年） 学校法人福島成蹊学園の理事に就任。
- 1974年（昭和49年） 国際ロータリー第253地区の幹事に就任。
- 1976年（昭和51年） 福島県心身障害者雇用促進協会の副会長に就任。
- 1977年（昭和52年） 福島ロータリークラブの第27代会長に就任。
- 1977年（昭和52年）10月 常陸宮夫妻がクラロンの工場をご視察。その際、社内の案内を務めた[2]。
- 1980年（昭和55年） 川俣ロータリークラブの設立に尽力し、特別代表となる。
- 1983年（昭和58年）7月 国際ロータリー第253地区のガバナーに就任。（～1984年6月）
- 1984年（昭和59年）6月 国際ロータリー第253地区のポストガバナーに就任。（～1989年）
- 1985年（昭和60年）5月 福島県心身障害者雇用促進協会の会長に就任。
- 1987年（昭和62年）4月 学校法人福島成蹊学園の理事長に就任。（～1988年12月）
- 2002年（平成14年）3月15日 他界。満79歳没。

## 関連書籍
- 坂本光司（著）『日本でいちばん大切にしたい会社5』あさ出版、2016年